# Most nad Kanałem Rybnym

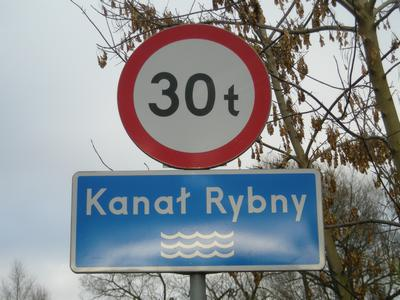
Tablica informacyjna przy moście

Most nad Kanałem Rybnym – jednoprzęsłowy most drogowy w ciągu ul. Marynarskiej w Szczecinie nad przekopem Kanału Rybnego o nośności 30 ton. Łączy zachodnią część Zaleskich Łęgów z północno-zachodnim fragmentem Wyspy Puckiej.